# Fatai Yekini
Fatai Yekini (ur. w Dżos) – nigeryjski piłkarz grający na pozycji napastnika. W swojej karierze grał w reprezentacji Nigerii.

## Kariera klubowa
W swojej karierze Yekini grał w takich klubach jak: Mighty Jets FC (1977-1980), Plateau United (1980-1984), Leventis United (1984-1987), ponownie Plateau United (1987-1988), Ranchers Bees FC (1988-1990) i ponownie Mighty Jets FC (1990-1993). Wraz z Leventisem wywalczył mistrzostwo Nigerii w 1986 roku oraz zdobył Puchar Nigerii w tym samym roku.

## Kariera reprezentacyjna
W 1982 roku Yekini został powołany do reprezentacji Nigerii na Puchar Narodów Afryki 1982. Zagrał w nim w jednym meczu grupowym z Algierią (1:2).